# Escudo de Cotopaxi
El escudo de Cotopaxi representa el volcán Cotopaxi, emblema de la provincia se encuentra en la parte superior, como insignia; la divisa es una cinta con el nombre de la provincia y el año en que se creó el escudo: 1954, adoptado el 19 de julio de aquel año.
La obra fue creada por el artista latacungueño Leonardo Tejada Zambrano; en el centro de las particiones acuarteladas un sol (con características de diseño prehispánico) con el texto “os encargo este territorio”, que según González Suárez es la traducción de las expresiones de Huayna Cápac cuando habría mencionado: “Llactata Cunani”; de este sol parten cuatro franjas plateadas que son los cuatro puntos cardinales: norte, sur, este y oeste; como cuatro son los cuarteles donde se ubican: el superior izquierdo, sobre fondo de gules (rojo) con 7 torrecillas que significan los siete cantones que conforman la provincia; el superior derecho, sobre fondo azul se ostenta un árbol y tres franjas ondulantes de color blanco, que representan los recursos de la provincia: forestal, hidráulico, minero y demás; abajo a la izquierda una gavilla de trigo, símbolo de la riqueza agrícola; a la derecha ostenta un toro que representa la riqueza ganadera. El contorno del blasón se halla ornamentado con lambrequines y un tarjetón dorado de contorno muy variado.
- Datos: Q28663714